# 615
615 (DCXV) je bilo navadno leto, ki se je po julijanskem koledarju začelo na sredo.

## Dogodki
- 1. januar

## Rojstva
- Grimoald I., majordom Avstrazije († 657 ali 661)